# Kapuatriton
Kapuatriton is een geslacht van weekdieren uit de klasse van de Gastropoda (slakken).

## Soort
- Kapuatriton kaitarus Beu & Maxwell, 1987 †